# Lachnospermum
Lachnospermum là một chi thực vật có hoa trong họ Cúc (Asteraceae).

## Loài
Chi Lachnospermum gồm các loài: